# Jézus szíve templom (Dunakeszi)
A Jézus szíve templom Dunakeszin, a Mindszenty József sétány 3. szám alatt található. A templomot a Műhelytelepen élő vasutas közösség építette jelentős mértékű társadalmi munkával, illetve a Magyar Királyi Államvasutak anyagi segítségével.

## MÁV Műhelytelep Dunakeszin
A Magyar Királyi Államvasutak (MÁV) 1911-ben kezdte meg Dunakeszin egy új főműhely és egy lakótelep építését. Az építkezést az első világháború lassította, de nem állította le teljesen. 1914-ben pályázatot hirdettek az építésre, így az év végére elkészült a kapus épület, az iroda, a tanoncműhely, a szertár, a villamos javítóműhely, a szállítási- és szerszámraktár, a faraktár, a lőszerfeldolgozó műhely, az olajraktár és a kazánház, és 1916-ig a nagy víztorony, valamint tető alá került a kovácsműhely. Elkészült a Munkásotthon (ma: VOKE József Attila Művelődési Központ) épülete is. 1918-ig megépítették a kocsiszerelő csarnok (mai: A-csarnok) vasvázának és vas tetőszerkezetének 95, falainak pedig 60%-át. Ezek a világháború idején egy több száz fő befogadására alkalmas hadikórházként működtek. 

## A templom előtti időszak
Az első világháború után számos, a trianoni határon kívülről érkező család lelt itt új otthonra, de a Budapest istvánteleki főműhelyből szinte a teljes személyzet is ide települt át. A főműhely vezetője 1926-tól Lányi Ferenc lett. Az itt élők nagy része katolikus vallású volt, de a telep túl messze feküdt a Szent Mihály-templomtól, ezért először a kultúrház nagytermében, majd valamely más termében vasár- és ünnepnapokon római katolikus misét tartottak. 1928-ban külön egyházközség alakult. A miséket a művelődési ház nagytermében, majd az MÁV Elemi Iskola alagsorában kialakított szükségkápolnában tartották meg. 1929-ben kértek és kaptak engedélyt egy orgona megépítésére, amelyet a főműhelyben késztettek el. Az orgonát Katona József iparművész tervezte, és Marcell Endre készítette. Két manuálos (billentyűsoros), 168 sípos és 24 regiszteres. A fasípokat a főműhely asztalosai készítették. Felszentelésére 1930. június 1-jén került sor, hatalmas ünnepség keretében. Az új orgonát Serédi Jusztinián hercegprímás, esztergomi érsek (1927–1945) áldott meg. Az 1934-ben Dunakeszire érkező lengyel vasutas küldöttség a műhelytelepi egyházközségnek értékes ajándékot hozott: a częstochowai Fekete Madonna kegykép gyémántruhás, felszentelt másolatát, amelynek mérete 20 x 28 cm. Az ottani állomásfőnök és felesége nyújtotta át a képet, azzal, hogy:
„Kérem az Isten anyját, hogy a kép hozzon szerencsét, áldást, békességet.” 
A kép az iskolakápolnába került, ahol az ajándékozást követő szentmisén Vince Dezső műhelytelepi káplán köszönetet mondott a nagylelkű ajándékért, és ismertette a hívekkel a kép történetét.

## A templom megépítése

### A MÁV engedélye
Lányi Ferenc mindent megtett azért, hogy Műhelytelepnek temploma legyen. 1940. március 27-én kérvényt intézett a MÁV Igazgatósághoz, amelyben leírta eddigi erőfeszítéseiket, továbbá a helyi katolikus közösség lelkesedését egy új templom építése iránt. A kérvényben leírta:
„1000 lélek befogadására alkalmas templomot szeretnénk.”  

### A tervek
A MÁV május 20-ai válaszában megírta, hogy engedélyt ad a templom megépítésére. Megalakult a Dunakeszi‒Műhelytelepi Római Katolikus Templomépítő Egyesület. A bizottság Heintz Béla (3 db) és Aggházy Tibor (4 db) építészek templomterveit szinte azonnal fel is terjesztette a MÁV Igazgatóságához, ahol azonban egyik sem nyerte el a vezetők tetszését. A MÁV elnöke, Láner Károly magyar királyi tanácsos, államtitkár felhívta ekkor a Budapesti Műszaki Egyetem ókori építészeti tanszékét, ahol Wälder Gyula egyetemi tanár Pázmándy István adjunktust ajánlotta a tervek elkészítésére. Utóbbi a feladatot elvégezte, és Beöthy Kálmán igazgató 1940. július 10-én adta át azokat Lányi Ferencnek, Kerényi Bélának és Zöldi Sándor villanyszerelőnek.

### Építés
Az építési munkálatok 1942 őszén kezdődtek meg vitéz Katona Mihály építőmester, Balogh György építő és Urbán József alagi főpallér vezetésével. Az alapkőben a templom alapító iratát, továbbá 1-1 darab 1, 2, 10 és 20 fillérest, illetve 1, 2 és 5 pengőst helyeztek el. A főműhelyi fényképészek (Hernádi Jenő, Bozsó Zoltán, Fogarasi Lajos) folyamatosan készítettek felvételeket az építkezésről, így annak számos fázisát ismerhetjük. Tekintettel arra, hogy a MÁV Igazgatósága a templomépítés finanszírozását két újabb (a mai Béke és Fő utak sarkán álló) lakóház megépítéséhez kötötte, nagy területen kezdődtek meg a munkálatok. A két „népies hangvételű”, kétemeletes lakóházban 12 egyszobás és 9 kétszobás lakást alakítottak ki.

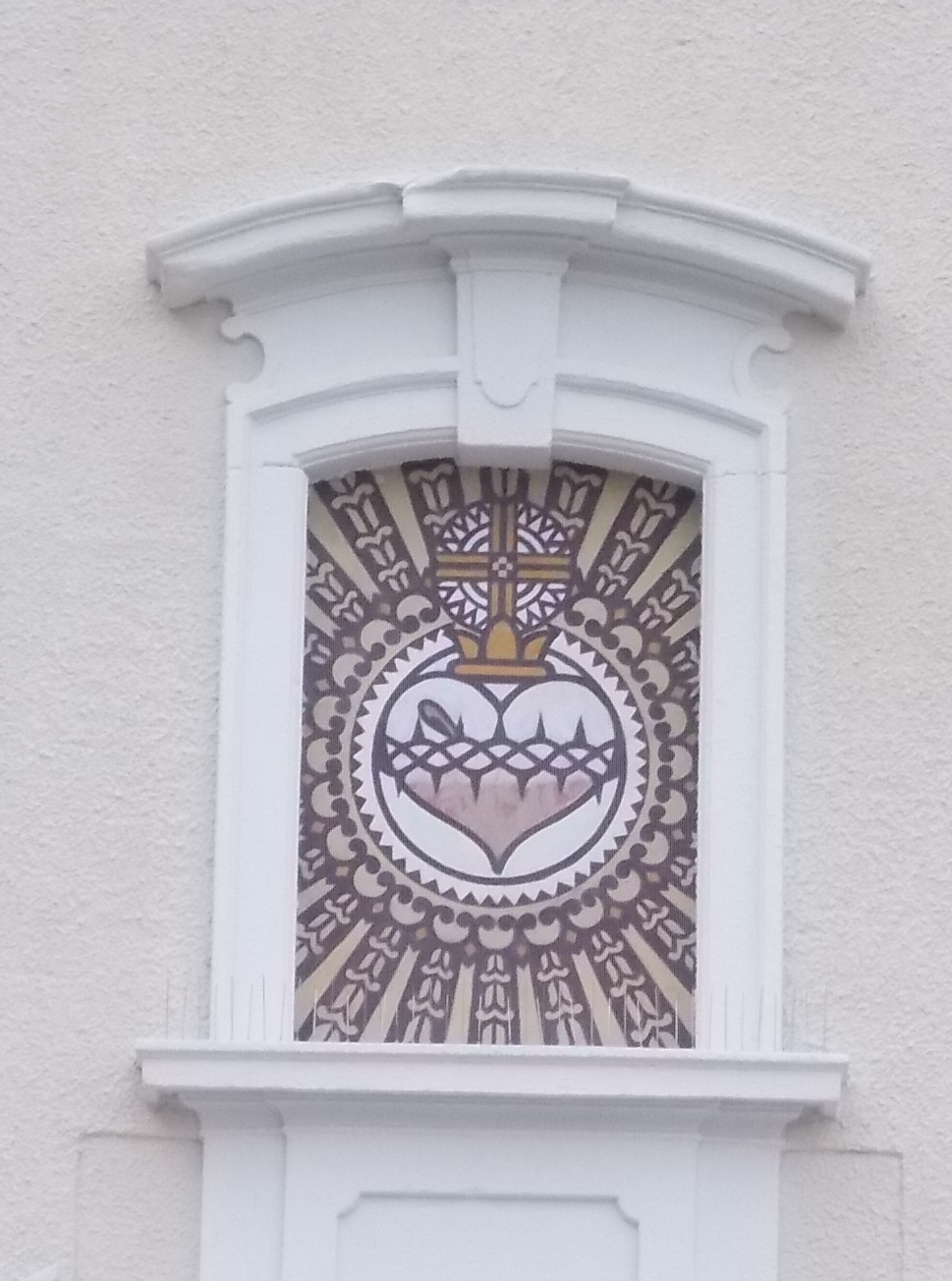
A dunakeszi Jézus szíve templom bejárat feletti sgrafittója

### A templom belseje
1943 nyarán már álltak a templom falai, a belső kialakításához a főműhelyi dolgozók nyújtottak segítséget. A Csík Lajos vezette asztalosműhelyben készültek a nyílászárók, a gyóntatószék, a sekrestyeszekrény, de a bejárati ajtók és a padok is. A lakatosműhely gyártotta az ajtózárakat és a díszvereteket. A két réz szenteltvíztartó Zarnóczi Sándor, a templom előtti kandeláber Bartos Péter, a toronysisak Győrváry Ferenc és Kaposváry Gyula bádogosok munkáját dicséri. A toronysisak felemeléséhez egy különleges szerkezetre volt szükség, amelyet Káldos Endre művezető tervezett. Az áldoztatórácsot, a jelzőcsengőt, a húsvéti gyertyatartót és a virágtartókat Wetzl Ferenc és Kállós György főműhelyi díszkovácsok készítették. A bejárati ajtó feletti Jézus szíve sgraffito-kép Szanka József aranyozómester munkája. A templom belső, fából készült berendezési tárgyait, így a padokat is Csizmadia Károly faszobrász irányításával készítették. A Mária-oltárt és a szószék faragványait Antal A. József iparművész készítette. A templom belsejének festését Csetényi Antal iparművész tervezte meg, és az elkészítés főkoordinátora is ő volt. Irányítása alatt a főműhelyi kőművesek, illetve Szanka József aranyozómester dolgozott.

### Felszentelés
A templom 1944-ben elkészült, felszentelésére június 29-én került sor, az ekkorra már állandóvá váló légi támadások miatt reggel 7 órakor volt a ceremónia, amelyen dr. Pétery József váci püspök (1942–1967) szentelte fel az új templomot.
„Végre június 29-ében állapodtunk meg reggel 7 órában. A püspök úr a MÁV sínautóbuszán megjelent, ugyancsak B[uda]pestről az igazgatóság népes küldöttségben. A szentmise és benedikálás s utána a reggeli simán folyt le, környékünket kikerülték a bombázók. […] Rajter Lajos karnagy külön misét írt ez alkalomra, melyet a Magyarság férfiénekkara nagyszerűen adott elő.”
Az ünnepélyre a MÁV teljes vezérkara eljött, de Dunakeszi tisztségviselői és egyházi vezetői is képviseltették magukat, közöttük Delia István műhelytelepi lelkész. Az ünnepi szentmise után Rajter Lajos karnagy vezényletével a 120 tagú Magyarság Dal és Önképző Egyesület adta elő vezetőjük ezen alkalomra írt művét. A templomszentelést követően dr. Pétery József püspök a művelődési ház dísztermében fogadta az államvasutak küldöttségét, a községi elöljárókat, a műhelytelepi egyházközség vezetőségét, valamint a tervező és kivitelező építészeket, mesterembereket. Ezután villásreggelire került sor. A templomszentelésre emléklapot készíttettek a dunakeszi hívek. Az épület körül pedig elültették a vadgesztenye-facsemetéket. Az új templom a Jézus szíve nevet kapta.
A háború árnyékában felépült templom nem sokáig szolgálhatta épségben a híveket. A templomszentelés utáni időszak az állandó légiriadók korszaka volt a dunakeszi műhelytelepiek életében. A front egyre közeledett a településhez, és a németek megfigyelőállást építettek ki az új templom tornyában, ahonnan kitűnő rálátás nyílt a vidékre. 1944. december 8-án a gyárban is leállt a munka.
A szovjetek, támadásaik során kilőtték a német megfigyelőállást a Jézus szíve templom tornyában, ami által a torony és az északi fal is jelentős sérüléseket szenvedett. A belső mennyezeten repeszek és lövésnyomok maradtak. A belső mennyezeten keletkezett repesz és lövésnyomok csak a templom szentélyének és karzatának a 2016. évi, valamint hajójának 2019. évi restaurálása során tűntek el.

## A háború után
A front átvonulása után a műhelytelepiek hozzáfogtak a romok eltakarításához és a károk felméréséhez, a háború lezárulása után pedig megkezdődtek a helyreállítási munkálatok is. Delia István kinevezett műhelytelepi plébános a hitélet mihamarabbi újraindításán fáradozott, de a megváltozott politikai viszonyok között nem volt könnyű dolga. Delia 1956-ig szolgálta a dunakeszi híveket, majd Sződre került. Gyártelepen Fehér Zoltán, volt kiskunlacházai lelkész vette át a munkát.
A legnagyobb feladatot eleinte az jelentette számára, hogy a Jézus szíve templom saját egyházközséggé alakuljon. Emiatt azonban vitába keveredett Dunakeszi plébánosával, dr. Vass Gyulával, mivel nem tudtak megegyezni a két egyházközösség közötti határvonalban. A váci püspökség végül döntött, hogy január 1-jétől a gyártelepi plébánia önállóvá vált, amely döntésről április 21-én, húsvét vasárnap tájékoztatta Fehér Zoltán a híveket.

## Az önálló plébánia (1957‒)

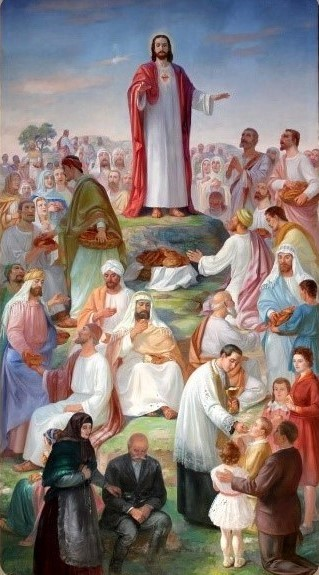
A dunakeszi Jézus szíve templom oltárképe (2019) (Révész István Helytörténeti Gyűjtemény, RIHGY DF 315)

Az 1957. évi önállóvá válást követően a Jézus szíve templomhoz kötődő gyártelepi plébánia az egyházra és a hívőkre járó nehéz idők ellenére folyamatosan működött.
Az 1961. évi keltezéssel ellátott, mintegy 3 x 6 m nagyságú olajfestmény, vagyis az új oltárkép megáldására az 1962. évi búcsú (június 24.) ekkor került sor. Kezdetben a főoltár felett egy nagyméretű kereszt függött. Ezt váltotta fel a Nécsey Magdolna által festett Lourdes-i Mária-kép, amely valamikor az ötvenes években (1958 előtt) készült. Az új oltárképet Károly Gyula keszthelyi festőművész – Fehér Zoltán plébános kérésére – készítette, amelynek költsége 9800 forint volt. Az oltárképet dr. Galla Ferenc pápai prelátus áldotta meg.

### Az oltárkép leírása
Az új oltárkép a bibliai időt és a modern időket egyszerre ábrázolja, mivel bemutatja magát a címadó jelenetet, vagyis azt, amikor Jézus csodálatos módon megszaporította a kenyeret, ugyanakkor arra is utal, hogy minden egyes szentáldozással a hívők az átvitt értelmű kenyérből, vagyis Jézus testéből táplálkozva erősítik meg hitüket. Az idősíkok „összecsúszását” az is jelzi, hogy Jézus korával egyszerre jelenik meg a képen a pap, aki egy polgári ruhába öltözött családnak éppen kiszolgáltatja az Oltáriszentséget, mellettük pedig a paraszti ruhába öltözött család látható. Ezen alakok annyira élők, hogy nagy valószínűséggel kortársakról mintázta a művész. A pap alakjában Hajdu Jenő, a dunakeszi Szent Mihály-templom káplánját, míg a polgári ruhás családban Lányi Ferencet, feleségét, és három gyermeküket (Ilona, Katalin, Ferenc) ismerheti fel a szemlélő. A bal oldalon látható, sötét ruhás női parasztasszony Mihály Györgyné (sz. Kiss Mária), aki sokat dolgozott a plébánián és kiváló énekhanggal rendelkezett.

### A harangok
1928. október 28-án a MÁV Elemi Iskola alagsorában kialakított szükségkápolnában celebrált első mise alkalmával Zadravetz István ny. tábori lelkész a két harangot is felszentelte. A nagyobbik, „Jézus szíve” nevű harang öntését a MÁV Igazgatósága finanszírozta. A harang 80 kg-os, alsó átmérője 52 cm, G2 hangú. Felirata: 

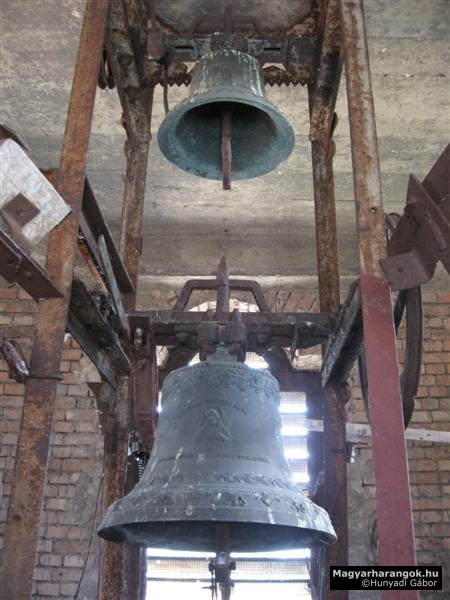
A dunakeszi Jézus szíve templom harangjai (2019) (www.magyarharangok.hu)

„Önttette dunakeszi Máv. főműhely r.k. egyházközsége páter Bálint kezdeményezésére, öntötte Szlezák László harangöntő, Magyarország aranykoszorús mestere Budapesten 1928.” 
Másik oldalán pedig ez áll: 
„Jézusunk legédesebb szíve add, hogy téged mindig jobban szeressünk!” 
Palástját Jézus szíve dombormű díszíti. A kisebbik harangot, amely 35 kg-os, alsó átmérője 39,5 cm és c2 hangú, Szlezák László ajándékozta a műhelytelepieknek. Felirata: 
„Önttette a dunakeszi Máv. főműhely r.k. egyházközsége, páter Bálint kezdeményezésére, ajándékozta Szlezák László harangöntő, Magyarország aranykoszorús mestere Budapesten 1928.” 
Másik oldalán ez olvasható: 
„Szent József könyörögj érettünk!” 
A rajta lévő dombormű Szent Józsefet ábrázolja.
1936-ban a haranglábat az iskola elé, a mai 1848-as emlékműnél helyezték el. Innen akkor került el, amikor felépült az új templom, amelynek bejáratához közel állították fel a haranglábat, rajta a harangokkal. 1968-ban az egyházközség világi elnöke, Bozsó Zoltán és dr. Oláh Antal plébános úgy döntöttek, hogy a harangokat a haranglábbal együtt felhúzzák a toronyba. A villanyszerelő Tomasek Mihály egy, a harangok elektromos működtetését lehetővé tevő szerkezetet készített. Ez eleinte kézi erővel indítandó módon működtette a nagyobbik harangot. Nem sokkal később azonban egy másik kántor, Kuti Antal segítségével, aki villamosmérnök volt, olyan szerkezet készült, amely egy iskolai jelzőórához kötve meghatározott időpontban és meghatározott ideig szólaltatta meg a harangot. Október 6-án a munkálatokban részt vett mintegy 30 emberért szentmisét mutattak be.